# Ruspolia pulchella
Ruspolia pulchella är en insektsart som först beskrevs av Heinrich Hugo Karny 1907.  Ruspolia pulchella ingår i släktet Ruspolia och familjen vårtbitare. Inga underarter finns listade i Catalogue of Life.